# Plan de numérotation en Europe

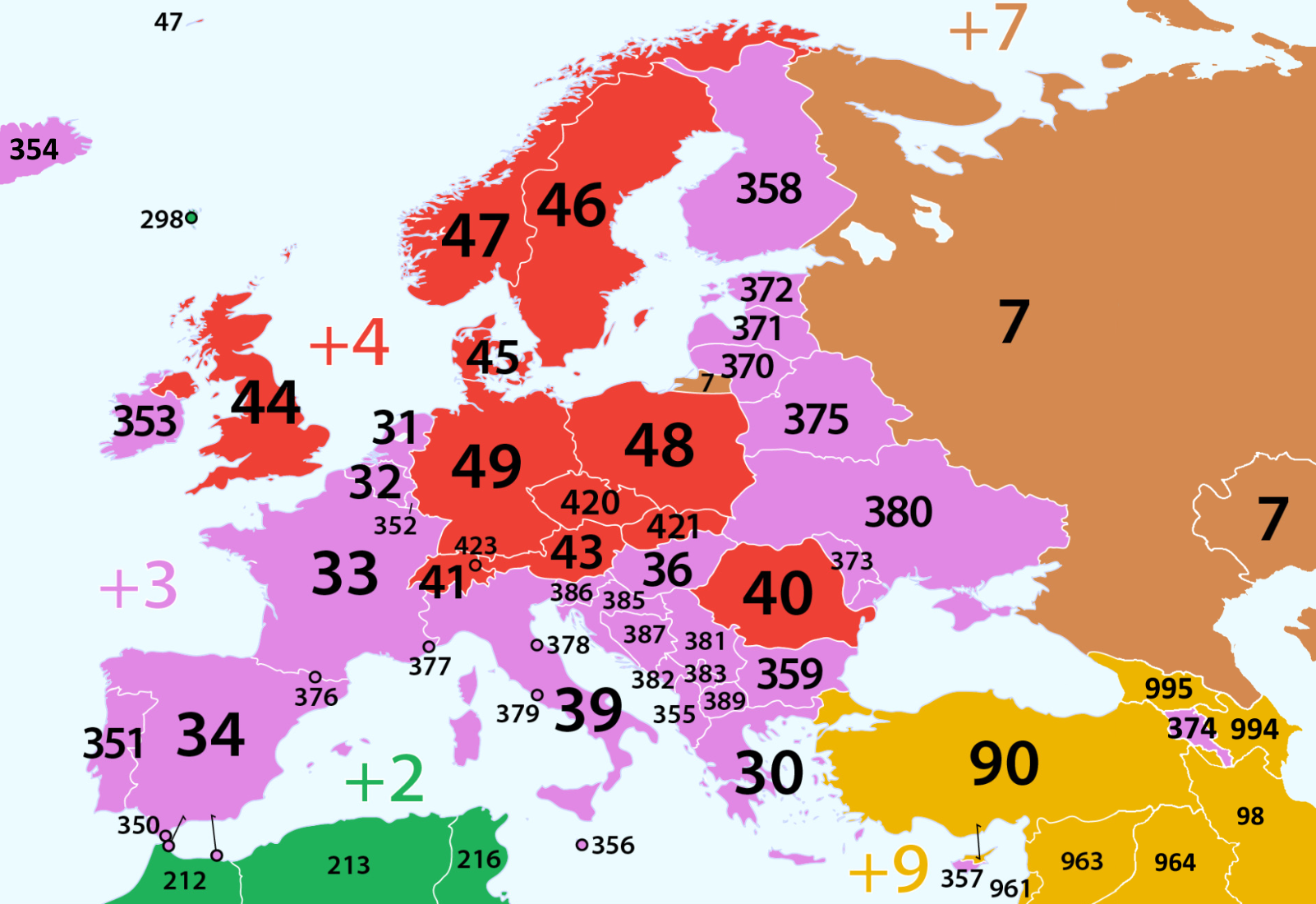
Indicatifs téléphoniques en Europe

Les numéros de téléphone en Europe sont gérés par les autorités nationales des télécommunications de chaque pays. Les indicatifs de pays commencent par les chiffres 3 et 4. Toutefois, certains pays qui, selon les critères de Copenhague, sont considérés comme faisant partie de l’Europe, ont des indicatifs téléphoniques de pays asiatiques, commençant par 9 .
Le code d'accès international (préfixe de la ligne réseau) a été normalisé à 00, comme recommandé par l'Union internationale des télécommunications (UIT).

## Espace Économique Européen
| Autriche | 43  | 4 à 13 | variable       | 00 | Plan de numérotation en Autriche           |
| Belgique | 32  | 8 à 10 | fixe avec le 0 | 00 | Plan de numérotation en Belgique           |
| Bulgarie | 359 | 7 à 9 | variable       | 00 | Plan de numérotation en Bulgarie           |
| Croatie | 385 | 8 ou 9 (quelques numéros de téléphone mobile)                                                                             | variable       | 00 | Plan de numérotation en Croatie            |
| Chypre | 357 | 8 | fixe           | 00 | Plan de numérotation à Chypre              |
| République Tchèque | 420 | 9 | fixe           | 00 | Plan de numérotation en République Tchèque |
| Danemark | 45  | 8 | fixe           | 00 | Plan de numérotation au Danemark           |
| Estonie | 372 | 7 (fixe ou mobile), 8 (mobile)                                                                                            | fixe           | 00 | Plan de numérotation en Estonie            |
| Finlande | 358 | 5 à 12 | variable       | 00 | Plan de numérotation en Finlande           |
| France | 33  | 9 | fixe avec le 0 | 00 | Plan de numérotation en France             |
| Gibraltar | 350 | 8 | fixe           | 00 | Plan de numérotation à Gibraltar           |
| Allemagne | 49  | 3 à 12 | variable       | 00 | Plan de numérotation en Allemagne          |
| Grèce | 30  | 10 | fixe           | 00 | Plan de numérotation en Grèce              |
| Hongrie | 36  | 8 ou 9 | variable       | 00 | Plan de numérotation en Hongrie            |
| Islande | 354 | 7 (mobile et fixe) ou 9 (pour les numéros de type 3........)                                                              | fixe           | 00 | Plan de numérotation en Islande            |
| Irlande | 353 | 7 à 9; 10 (boîte vocale mobile et Irlande du Nord)                                                                        | variable       | 00 | Plan de numérotation en Irlande            |
| Italie | 39  | 8 à 12 | fixe           | 00 | Plan de numérotation en Italie             |
| Lettonie | 371 | 8 | fixe           | 00 | Plan de numérotation en Lettonie           |
| Liechtenstein | 423 | Jusqu'à 12 (7 généralement)                                                                                               | fixe           | 00 | Plan de numérotation au Liechtenstein      |
| Lituanie | 370 | 8 | variable       | 00 | Plan de numérotation en Lituanie           |
| Luxembourg | 352 | 8 (nouveau plan de numérotation fixe); 9 (mobile); 12 (télématique mobile); 4 ou 11 (numéros historiques toujours actifs) | fixe           | 00 | Plan de numérotation au Luxembourg         |
| Malte | 356 | 8 | fixe           | 00 | Plan de numérotation à Malte               |
| Pays-Bas | 31  | 9 | variable       | 00 | Plan de numérotation aux Pays-Bas          |
| Norvège | 47  | 4 ou 12 (8 généralement)                                                                                                  | fixe           | 00 | Plan de numérotation en Norvège            |
| Pologne | 48  | 9 | fixe           | 00 | Plan de numérotation en Pologne            |
| Portugal | 351 | 9 | fixe           | 00 | Plan de numérotation au Portugal           |
| Roumanie | 40  | 9 | fixe avec le 0 | 00 | Plan de numérotation en Roumanie           |
| Slovaquie | 421 | 9 | variable       | 00 | Plan de numérotation en Slovaquie          |
| Slovénie | 386 | 8 | variable       | 00 | Plan de numérotation en Slovénie           |
| Espagne | 34  | 9 | fixe           | 00 | Plan de numérotation en Espagne            |
| Suède | 46  | 6 à 9 |                | 00 | Plan de numérotation en Suède              |
| Royaume-Uni | 44  | 9 ou 10 (métropole); 7, 9 ou 10 (hors-métropole). N'est plus membre de l'EEE depuis 2020.                                 | variable       | 00 | Plan de numérotation au Royaume-Uni        |
| Tous les États membres de l'Espace Économique Européen appliquent les règles d'itinérance dans l'Union Européenne. Ces dernières ont amené l'abolition de tous les frais pour l'itinérance temporaire pour tout ressortissant européen voyageant dans l'EEE depuis le 15 juin 2017. Les règles d'itinérance de l'UE régissent seulement les prix lorsque l'utilisateur est en itinérance. Mais les prix des appels (et des messages textes) des appels à partir du pays d'origine de la personne vers un autre pays de l'EEE sont, depuis 2019, règlementés différemment et peuvent être plus chers que le coût marginal de l'opérateur téléphonique (plafond à 19 c€ HT/min). |     | |                |    |                                            |

## Autres pays ou territoires européens
| Pays                | Indicatif téléphonique                           | Longueur en chiffres du numéro de téléphone | Plan de numérotation | Préfixe d'appel international | Article Wikipédia principal                  |
| ------------------- | ------------------------------------------------ | ------------------------------------------- | -------------------- | ----------------------------- | -------------------------------------------- |
| Albanie             | 355                                              | 8 (fixe), 9 (mobile)                        | variable             | 00                            | Plan de numérotation en Albanie              |
| Andorre             | 376                                              | 6 ou 9 (dans des cas spéciaux)              | fixe                 | 00                            | Plan de numérotation à Andorre               |
| Belarus             | 375                                              | 9                                           | variable             | 00 (avant 8~10)               | Plan de numérotation au Belarus              |
| Bosnie- Herzegovine | 387                                              | 8                                           | variable             | 00                            | Plan de numérotation en Bosnie-Herzégovine   |
| Îles Féroé          | 298                                              | 6                                           | fixe                 | 00                            | Plan de numérotation aux Îles Féroé          |
| Kosovo †            | 383                                              | 8                                           | variable             | 00                            | Plan de numérotation au Kosovo               |
| Macédoine           | 389                                              | 8                                           | variable             | 00                            | Plan de numérotation en Macédoine            |
| Moldavie            | 373                                              | 8                                           | fixe avec le 0       | 00 (avant 8~10)               | Plan de numérotation en Moldavie             |
| Monaco              | 377                                              | 8 ou 9                                      | fixe (?)             | 00                            | Plan de numérotation à Monaco                |
| Monténégro          | 382                                              | 8                                           | fixe                 | 00                            | Plan de numérotation au Monténégro           |
| Russie              | 7 (partagé avec le Kazakhstan)                   | 10                                          | variable             | 8~10                          | Plan de numérotation en Russie               |
| Saint-Marin         | 378                                              | 6 à 12                                      | fixe                 | 00                            | Plan de numérotation à Saint-Marin           |
| Serbie              | 381                                              | 8 à 10                                      | variable             | 00                            | Plan de numérotation en Serbie               |
| Suisse              | 41                                               | 9                                           | fixe avec le 0       | 00                            | Plan de numérotation en Suisse               |
| Transnistrie †      | 373 5 / 373 2 (Indicatif de la Moldavie utilisé) | 7                                           | variable             | 00                            | Plan de numérotation en Transnistrie         |
| Turquie             | 90                                               | 10                                          | fixe                 | 00                            | 0                                            |
| Ukraine             | 380                                              | 9                                           | variable             | 00 (avant 8~10)               | Plan de numérotation en Ukraine              |
| Cité du Vatican     | 379 (jamais activé)                              |                                             |                      |                               | Plan de numérotation dans la cité du Vatican |

† = État contesté ou qui n'est pas reconnu comme un État indépendant par certains ou par tous les membres de l'Union européenne.
* Un plan de numérotation variable comporte différentes procédures de numérotation pour les appels téléphoniques locaux et longue distance. Un appel dans la même ville ou dans une région est composé uniquement par le numéro d'abonné, tandis que pour les appels réalisés hors du pays, le numéro doit être précédé de l'indicatif pays de destination. Pour un plan de numérotation fixe, il est toujours nécessaire de composer tous les chiffres du numéro de téléphone, y compris les indicatifs pays éventuels, le cas échéant.

## Régions asiatiques avec histoire ou patrimoine européen
Bien que répondant aux critères de Copenhague pour faire partie de l'Europe, les pays suivants font partie du groupe de numérotation asiatique, avec un code de pays commençant par 9 : 
- Turquie +90
- Azerbaïdjan +994
- Géorgie +995

Deux pays géographiquement situés en Asie, mais considérés comme faisant partie de l’Europe pour des raisons culturelles et historiques, appartiennent au groupe européen 3 : 
- Arménie +374
- Chypre +357

## Numéro de service harmonisé
Les numéros de service suivants sont harmonisés au sein de l’Union européenne: 
- 112 pour les services d'urgence [3],[4]
- 116... pour les (autres) services harmonisés à valeur sociale
- 118... pour les numéros de renseignements téléphoniques

## Plan de numérotation unique (proposition de 1996)
Zone proposée: 3
En 1996, la Commission européenne a publié un Livre vert (rapport) discutant l'introduction d'un plan de numérotation téléphonique unique, dans lequel tous les États-membres de l'Union européenne auraient utilisé un indicatif de la zone 3. Le code d'accès international 00 n'aurait plus été nécessaire pour les appels entre États-membres, au lieu de cela, l'indicatif 1 était proposé. Chaque pays aurait eu un indicatif téléphonique intra-UE à deux chiffres (49 pour l'Allemagne) et un indicatif téléphonique international à trois chiffres commençant toujours par 3 (349 pour l'Allemagne). Les appels à l'intérieur de chaque pays n'aurait pas été affectés.
Option 3 : Création, en plus de la numérotation des services spéciaux, d’une identité de numérotation européenne claire (codes de numérotation à trois chiffres) en utilisant le chiffre "3" pour précéder les codes de pays nationaux actuels (par exemple: le "333" pour la France ou le "344" pour le Royaume-Uni). Cela aurait libéré jusqu'à 50 nouveaux indicatifs pays en Europe et permis de recycler les indicatifs précédents commençant par le numéro "4" dans le plan de numérotation international. 
Si elle avait été mise en œuvre, cette proposition aurait conduit des pays comme l'Allemagne, le Royaume-Uni, le Danemark et d'autres pays, dont les indicatifs commencent par le chiffre «4», à devoir engager une procédure auprès de l'Union internationale des télécommunications. En effet l'indicatif international de ces pays devraient désormais commencer par 3, or le premier chiffre de l'indicatif découle de la zone à laquelle l'UIT assigne chaque pays.
Voici un comparatif du fonctionnement actuel en comparaison du fonctionnement envisagé en 1996. Pour appeler un numéro à Berlin, en Allemagne : 
| Origine de l'appel         | Système actuel   | Système proposé    | Observations                                                              |
| -------------------------- | ---------------- | ------------------ | ------------------------------------------------------------------------- |
| Depuis Berlin              | .... ....        | .... ....          | Inchangé                                                                  |
| Depuis l'Allemagne         | 030 .... ....    | 030 .... ....      | Inchangé                                                                  |
| Depuis l'UE                | +49 30 .... .... | 1 49 30 .... ....  | Indicatif international (p. ex. 00) remplacé par 1 (raccourcissement)     |
| Depuis l'extérieur de l'UE | +49 30 .... .... | +3 49 30 .... .... | L'indicatif international passe de +49 à +349, demande à l'UIT nécessaire |

Dans le cas de la France, pour appeler un numéro à Lyon : 
| Origine de l'appel         | Système actuel    | Système proposé     | Observations                                                                     |
| -------------------------- | ----------------- | ------------------- | -------------------------------------------------------------------------------- |
| Depuis la France           | 04 .. .. .. ..    | 04 .. .. .. ..      | Inchangé                                                                         |
| Depuis l'UE                | +33 4 .. .. .. .. | 1 33 4 .. .. .. ..  | Indicatif international (p. ex. 00) remplacé par 1 (raccourcissement)            |
| Depuis l'extérieur de l'UE | +33 4 .. .. .. .. | +3 33 4 .. .. .. .. | L'indicatif international passe de +33 à +333, pas de demande nécessaire à l'UIT |

Des États comme l'Irlande, le Portugal, Chypre et la Finlande, qui utilisaient des indicatifs du type «35.», auraient vu leurs indicatifs évoluer comme suit. Par exemple, pour appeler un numéro à Dublin, en Irlande: 
| Origine de l'appel         | Système actuel  | Système proposé  | Observations                                                                                                 |
| -------------------------- | --------------- | ---------------- | --- |
| Depuis Dublin              | ... ....        | ... ....         | Inchangé |
| Depuis l'Irlande           | 01 ... ....     | 01 ... ....      | Inchangé |
| Depuis l'UE                | +353 1 ... .... | 1 53 1 ... ....  | Indicatif international (p. ex. 00) et premier chiffre de l'indicatif (3) remplacés par 1 (raccourcissement) |
| Depuis l'extérieur de l'UE | +353 1 ... .... | +3 53 1 ... .... | Indicatif international +353 inchangé                                                                        |

À la suite de la proposition du Livre vert (qui comprenait d'autres mesures qu'un nouveau plan de numérotation, notamment sur la portabilité des numéros), de nombreux acteurs du secteur des télécommunications ont estimé que les inconvénients du passage à un tel système l'emporteraient sur les avantages attendus. Le Parlement européen avait de même engagé à la prudence sur les coûts entrainés pour les usagers et entreprises. Le projet n'a donc pas été poursuivi.
Un inconvénient aurait été que chaque numéro local commençant par "1" aurait dû être changé (sauf le numéro d'urgence qui serait conservé).
Cette proposition de la Commission européenne doit pas être confondue avec le système européen de numérotation téléphonique (ETNS), qui utilisait l'indicatif +388 et qui visait à compléter plutôt qu'à remplacer les plans de numérotation nationaux existants.